# Strukturní modelování

Příklad modelu strukturální rovnice. Latentní proměnné jsou nakresleny jako kruhy. Manifestní nebo měřené proměnné jsou zobrazeny jako čtverce. Rezidua a rozptyly jsou nakresleny jako dvojité šipky do objektu. Všimněte si latentní proměnné Inteligence fixované na rozptyl 1, aby model dostal konkrétní měřítko.

Strukturní modelování neboli modelování pomocí strukturálních rovnic (anglicky Structural equation modeling, SEM) je rodina matematických modelů, počítačových algoritmů a statistických metod, které na základě statistických dat odhadují velikosti a kvalitu vazeb mezi měřenými (manifestními) a předpokládanými neměřenými (latentními) proměnnými. SEM zahrnuje řadu technik, například konfirmační faktorovou analýzu, konfirmační kompozitní analýzu, pěšinkovou analýzu, parciální nejmenší čtverce a modelování latentního růstu. Modely SEM často obsahují model měření, který definuje latentní proměnné pomocí jedné nebo více pozorovaných proměnných, a strukturální model, který předpokládá vztahy mezi latentními proměnnými. Velikost vazeb mezi konstrukty modelu strukturální rovnice lze odhadnout buď pomocí nezávislých regresních rovnic, nebo simultánně, jak to umožňují moderní softwary, jako je LISREL.
Strukturní modelování se používá zejména v sociologii, psychologii a dalších sociálních vědách. První metodu pěšinkové analýzy navrhl biolog Sewall Wright již roku 1918. Moderní podoba vznikla až s rozvojem počítačů v 60. a 70. letech 20. století. Strukturní modelováníse vyvíjelo ve třech hlavních směrech: (1) soustavy regresních rovnic, zkoumané hlavně Cowlesovou komisí; (2) iterativní algoritmy maximální věrohodnosti pro pěšinkovou analýzu vyvinuté hlavně Karlem Gustavem Jöreskogem ve Službě pedagogického testování a pak na univerzitě v Uppsale; a (3) algoritmy iterativní kanonické korelace pro pěšinkovou analýzu, rovněž vyvinuté na univerzitě v Uppsale Hermannem Woldem.
Existuje několik softwarových balíčků pro SEM. LISREL byl první takový software, původně vydaný v 70. letech. K dispozici je také několik balíčků programovací jazyk R. Balíček OpenMx R poskytuje vylepšenou verzi aplikace Mx. Je vhodné vždy uvádět, který softwarový balíček a v jaké verzi se pro analýzu SEM použil, protože mají různé vlastnosti a mohou používat mírně odlišné metody k aplikaci podobně pojmenovaných technik.